# Гладстон (сумка)

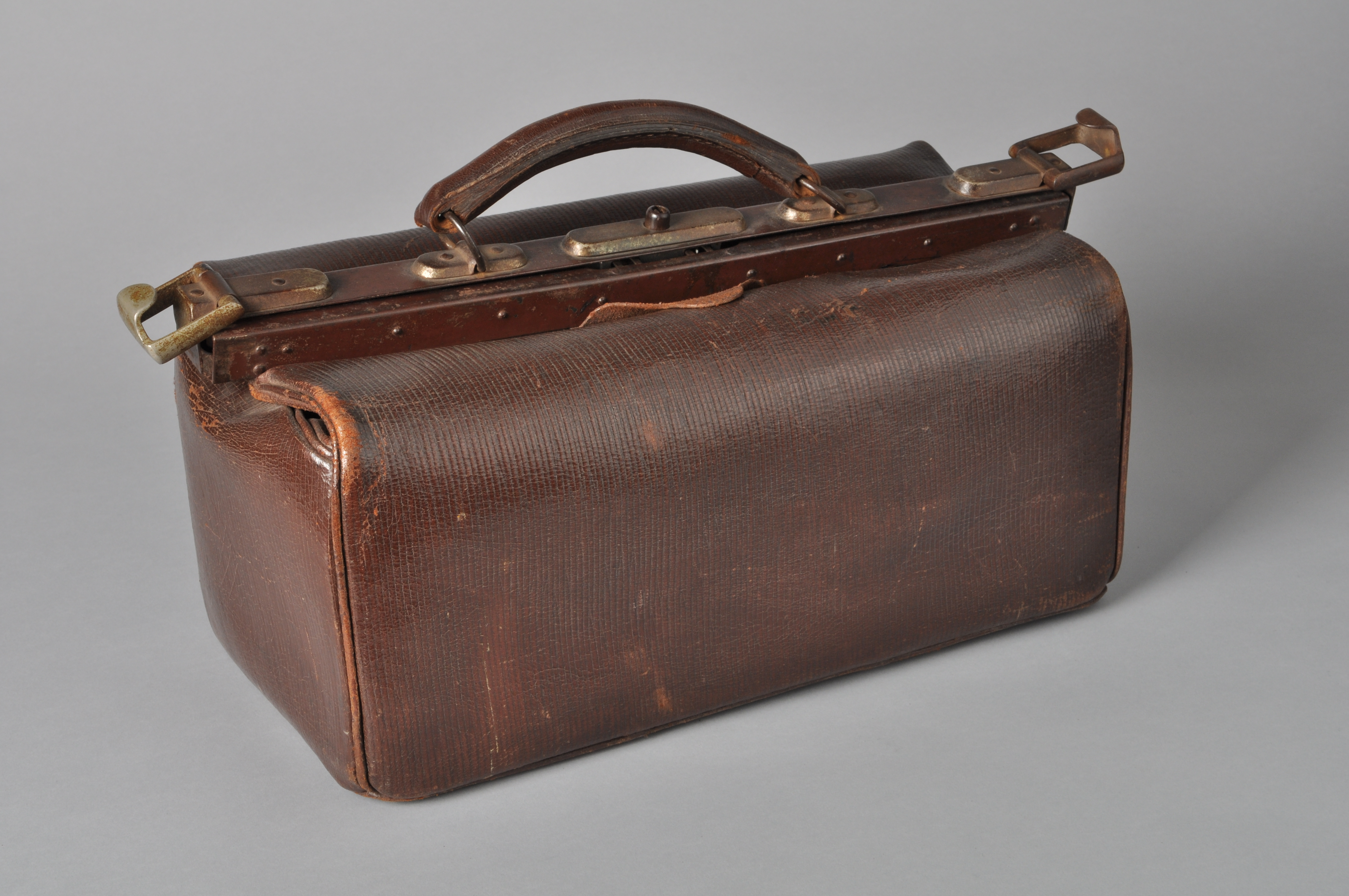
Гладстон

Гладстон (англ. Gladstone) — невелика валіза, з жорстким каркасом, яка розкривається в два боки. Гладстони зазвичай виготовляються з жорсткої шкіри та часто підперезані ремінцями. Сумки названі на честь Вільяма Еварта Гладстона (1809–1898), чотириразового прем'єр-міністра Великої Британії.

## Історія
Гладстон вперше був розроблений в середині 19 століття. Однією з перших офіційних згадок сумки є британський патент, зареєстрований Едвардом Коулом. Едвард Коул був виробником шкіряних футлярів в місті Вестмінстер.
В кінці 19 століття гладстон був прийнятий лікарями для перевезення їх медичного обладнання. 